# Germans Younger

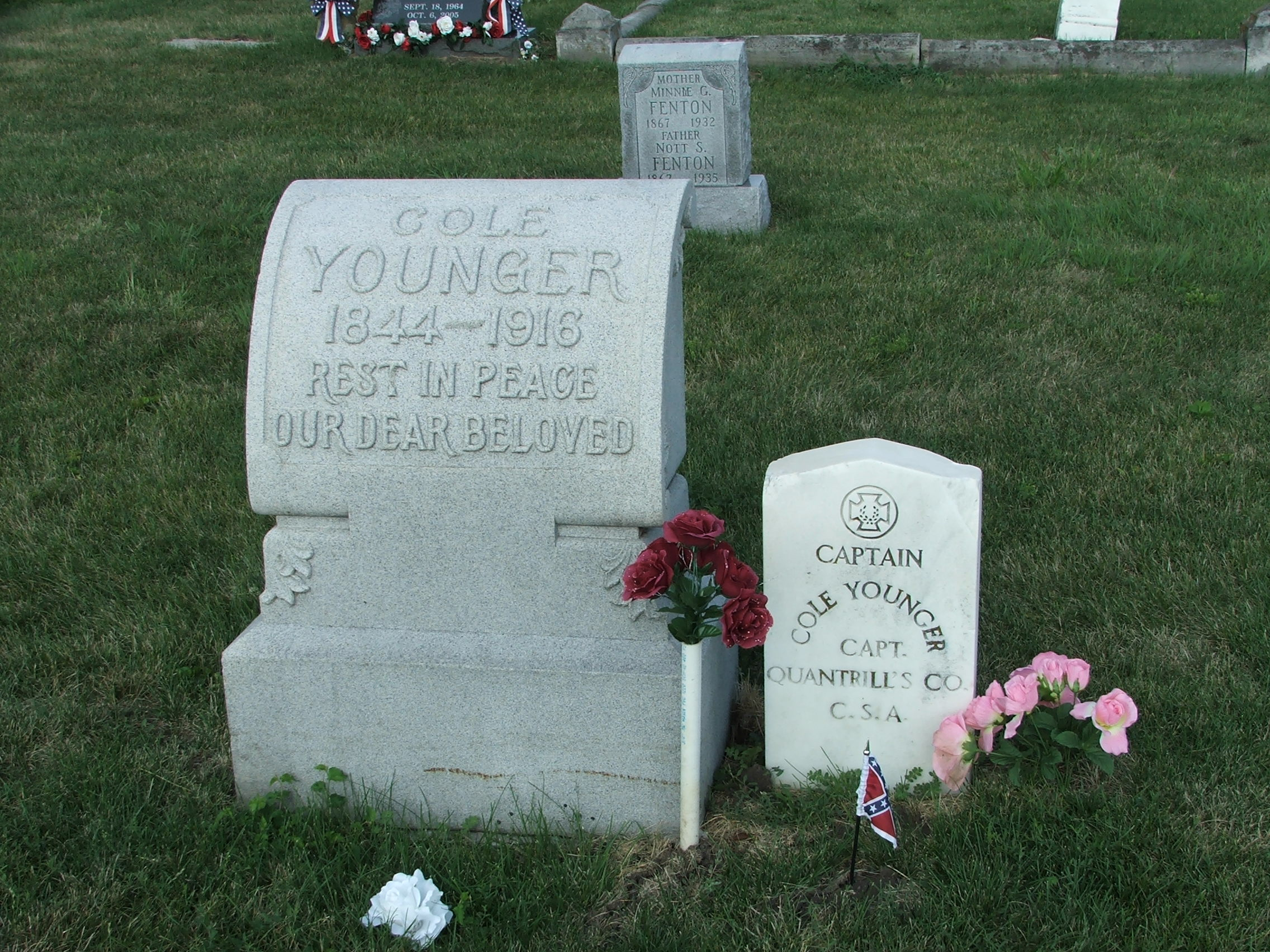
Tomba de Cole Younger

Els germans Younger foren una banda d'antics guerrillers sudistes formada pels germans Thomas Coleman, Cole (1844–1916), John (1846–74), James, Jim (1850–1902) i Robert, Bob (1853–89) Younger, originaris de Harrisonville, Jackson County, Missouri.
Cole es va unir als Quantrill riders el 1864, on va conèixer Frank James. El 1866 tots els germans decidiren unir-se en banda als germans Frank James i Jesse James i atracar bancs a Missouri.
John fou mort pels Pinkerton el 1874. La resta foren atrapats després de l'atracament al First National Bank de Northfield el 1876. Condemnats a cadena perpètua, Bob va morir de tuberculosi a la presó. Jim i Cole foren alliberats sota paraula el 1902. Uns dies després Jim fou trobat mort d'un tret al cap en un hotel. Cole va escriure les seves memòries i tornà a la llar de Lee's Summit (Missouri), on va morir d'un atac de cor el 1916.